# Herminiocala
Herminocala là một chi bướm đêm thuộc họ Noctuidae.

## Các loài
- Herminiocala atomosa (Schaus, 1911)
- Herminiocala daona (Druce, 1894)
- Herminiocala mimica Köhler, 1979
- Herminiocala sabata Druce, 1894
- Herminiocala stigmaphiles (Dyar, 1914)
- Herminiocala pallidoides Poole, 1989 (đồng nghĩa: Herminiocala pallida (Schaus, 1911))